# Hybanthus capensis
Hybanthus capensis är en violväxtart som först beskrevs av Carl Peter Thunberg, och fick sitt nu gällande namn av Adolf Engler. Hybanthus capensis ingår i släktet Hybanthus och familjen violväxter. Inga underarter finns listade i Catalogue of Life.